# Aurelio Chu Yi
Aurelio Chu Yi (ur. 31 stycznia 1929 w Panamie, zm. 4 lipca 1998 tamże) – panamski judoka. Olimpijczyk z Tokio 1964, gdzie zajął dziewiąte miejsce w wadze lekkiej.

## Letnie Igrzyska Olimpijskie 1964
| Konkurencja | Pierwsza runda     | Pierwsza runda                 | Klas. końcowa |
| Konkurencja | Przeciwnik I       | Przeciwnik II                  | Miejsce       |
| ----------- | ------------------ | ------------------------------ | ------------- |
| 68 kg       | Eric Hänni (SUI) P | Stefano Gamba (ITA) Z-walkower | 9.            |